# خانه شجاعان (فیلم ۱۹۸۶)
خانه شجاعان (به انگلیسی: Home of the Brave) یک فیلم کنسرت آمریکایی محصول سال ۱۹۸۶ میلادی به کارگردانی و موسیقی لوری اندرسون است.